# Tentyria nomas
Tentyria nomas es una especie de escarabajo del género Tentyria, tribu Tentyriini, familia Tenebrionidae. Fue descrita científicamente por Pallas en 1781.
Se mantiene activa durante los meses de abril, mayo, junio, julio, agosto y septiembre.

## Descripción
Mide 14,3 milímetros de longitud.

## Distribución
Se distribuye por Rumania, Ucrania, Rusia, Kirguistán y Líbano. Se ha encontrado a altitudes de hasta 150 metros.